# Erythrogonia zizacula
Erythrogonia zizacula är en insektsart som beskrevs av Medler 1963. Erythrogonia zizacula ingår i släktet Erythrogonia och familjen dvärgstritar. Inga underarter finns listade i Catalogue of Life.